# Uppidamangalam
Uppidamangalam là một thị xã panchayat của quận Kapur thuộc bang Tamil Nadu, Ấn Độ.

## Nhân khẩu
Theo điều tra dân số năm 2001 của Ấn Độ, Uppidamangalam có dân số 10.039 người. Phái nam chiếm 50% tổng số dân và phái nữ chiếm 50%. Uppidamangalam có tỷ lệ 62% biết đọc biết viết, cao hơn tỷ lệ trung bình toàn quốc là 59,5%: tỷ lệ cho phái nam là 74%, và tỷ lệ cho phái nữ là 50%. Tại Uppidamangalam, 9% dân số nhỏ hơn 6 tuổi.